# حزب اتحاد ملت ایران اسلامی
حزب اتحاد ملت یک سازمان سیاسی است که در جریان اصلاح‌طلبی ایران فعالیت می‌کند. این حزب پس از تحولات سیاسی سال ۱۳۸۸ و انحلال دو حزب اصلی اصلاح‌طلب، یعنی جبهه مشارکت و سازمان مجاهدین انقلاب اسلامی ایران، به عنوان جایگزینی برای آن‌ها، به‌ویژه حزب مشارکت، تأسیس شد. بنیان‌گذاران آن که عمدتاً از اعضای سابق این احزاب بودند، در فروردین ۱۳۹۴ مجوز فعالیت خود را از وزارت کشور دریافت کردند و اولین مجمع عمومی خود را در مرداد همان سال برگزار کردند.
این حزب خود را یک جریان سیاسی توسعه‌گرا، آزادی‌خواه و دموکراسی‌خواه می‌داند که بر پایبندی به قانون اساسی جمهوری اسلامی ایران و حقوق ملت تأکید دارد. شعار اصلی حزب «ایران برای همه ایرانیان» است و از جمله اهداف کلیدی آن می‌توان به تلاش برای تحقق توسعه پایدار، استقرار عدالت و آزادی، و مبارزه با فساد و فقر اشاره کرد. اتحاد ملت در قالب جبهه اصلاحات ایران فعالیت می‌کند و معتقد است که مشارکت واقعی و مؤثر همه اقشار مردم تنها راه خروج از شرایط دشوار فعلی کشور است.
در ساختار درونی حزب، آذر منصوری به عنوان دبیرکل فعلی، نقش مهمی ایفا می‌کند و اولین زنی است که در ایران به چنین جایگاهی رسیده است. پیش از او علی شکوری‌راد این سمت را بر عهده داشت. در کنار این افراد، حسین نورانی‌نژاد قائم مقام دبیرکل و سخنگوی حزب است و اعضای شورای مرکزی آن شامل چهره‌های شناخته‌شده‌ای مانند محسن میردامادی، فاطمه راکعی، سید عمادالدین خاتمی، هادی خانیکی و سعید شریعتی هستند. همچنین، این حزب دارای یک هیئت داوری متشکل از ده نفر است که وظیفه نظارت بر عملکرد داخلی حزب را برعهده دارند.
حزب اتحاد ملت در طول فعالیت خود مواضع شفافی در قبال مسائل روز جامعه اتخاذ کرده است. این حزب به صورت مستمر، بیانیه‌های تحلیلی منتشر می‌کند و به نقد عملکرد دولت‌ها می‌پردازد. برای مثال، در بیانیه‌ای پس از یک درگیری، با اشاره به «بایسته‌های پساجنگ»، حاکمیت را به دلیل عدم تغییر رویکرد و نادیده گرفتن فداکاری مردم مورد انتقاد قرار داد و خواستار آزادی زندانیان سیاسی و فراهم کردن زمینه برای مشارکت واقعی مردم شد. این حزب همچنین در تحلیل اعتراضات اجتماعی دی‌ماه ۱۳۹۶، بر وجود نارضایتی‌های عمیق در لایه‌های مختلف جامعه تأکید کرده و خواستار ریشه‌یابی دقیق علل این اعتراضات شده بود.
در عرصه سیاست داخلی، اتحاد ملت از منتقدان سرسخت دولت‌های اصولگرا بوده است. به عنوان مثال، در بیانیه‌ای در سالگرد استقرار دولت سیزدهم، با انتقاد از سیاست‌های اقتصادی و سیاسی آن، اعلام کرد که یکدستی در حاکمیت به معنای کارآمدی نیست. علاوه بر این، حزب به موضوعات حقوق بشری از جمله اعتراض به پخش اعترافات تلویزیونی اجباری و ابراز نگرانی شدید دربارهٔ افزایش اعدام‌ها، از جمله اعدام برخی متهمان در استان سیستان و بلوچستان نیز واکنش نشان داده است. این حزب همچنین در انتخابات‌ها نقش‌آفرین بوده و نامزدهای خود را در قالب لیست امید به جامعه معرفی کرده است. اگرچه در برخی مقاطع، به دلیل رد صلاحیت‌های گسترده نامزدهای اصلاح‌طلب، از حضور در انتخابات انصراف داده است، اما همواره بر اهمیت تلاش برای اصلاحات از طریق صندوق رأی تأکید داشته است. با این حال، خود حزب نیز از انتقادهای داخلی بی‌نصیب نمانده و برخی اعضای سابق آن، انتقاداتی مبنی بر عدم ارائه راهکارهای عملی و مشخص و فقدان نقد درون‌سازمانی به آن وارد کرده‌اند.

## تاریخچه
ریشه‌های حزب اتحاد ملت به جریان اصلاح‌طلبی پس از دوم خرداد ۱۳۷۶ و به‌ویژه به حزب جبهه مشارکت ایران اسلامی بازمی‌گردد. پس از حوادث سال ۱۳۸۸ و انحلال جبهه مشارکت و سازمان مجاهدین انقلاب اسلامی، خلاء حزبی برای بخشی از اصلاح‌طلبان پیشرو ایجاد شد. این وضعیت تا پیروزی حسن روحانی در انتخابات ریاست‌جمهوری ۱۳۹۲ ادامه یافت که فضای سیاسی کشور را برای از سرگیری فعالیت‌های حزبی اصلاح‌طلبان فراهم کرد.
مجوز تأسیس حزب اتحاد ملت ایران اسلامی در تاریخ ۳۱ فروردین ۱۳۹۴ از سوی کمیسیون ماده ۱۰ احزاب صادر شد. اولین کنگره سراسری حزب در تاریخ ۲۹ مرداد ۱۳۹۴ در سالن اجلاس سران در تهران برگزار شد. در این کنگره، علی شکوری‌راد با کسب اکثریت آرا به عنوان اولین دبیرکل حزب انتخاب شد. در این رقابت، آذر منصوری نیز برای سمت دبیرکلی نامزد شده بود.
تأسیس این حزب با واکنش‌های تند اصولگرایان مواجه شد. آن‌ها حزب اتحاد ملت را به دلیل عضویت بسیاری از چهره‌های اصلی حزب مشارکت، به عنوان بدل حزب مشارکت معرفی کردند. سخنگوی وزارت کشور در آن زمان نیز اعلام کرده بود که در صورت استعلام منفی نهادهای اطلاعاتی، مجوز حزب لغو خواهد شد. تنها چند روز پس از تأسیس حزب، علی شکوری‌راد در شهریور ۱۳۹۴ بازداشت شد. مرجع قضایی علت بازداشت وی را اصرار بر تخلفات قبلی و اقدامات فتنه‌گرانه اعلام کرد.
اعضای این حزب به‌طور مستمر با پرونده‌های قضایی مواجه بوده‌اند. در سال ۱۳۹۷، آذر منصوری در یادداشتی اینستاگرامی از وضعیت پرونده قضایی هفت عضو حزب خبر داد. همچنین، مصطفی تاج‌زاده که یکی از اعضای کلیدی این حزب بود، در سال ۱۴۰۱ مجدداً بازداشت و به اتهامات امنیتی به حبس طولانی‌مدت محکوم شد.
در کنگره‌های بعدی حزب، آذر منصوری به عنوان اولین دبیرکل زن در تاریخ احزاب اصلاح‌طلب ایران انتخاب شد. این انتخاب به عنوان یک تغییر استراتژیک از سوی برخی تحلیلگران تفسیر شد. حزب اتحاد ملت در طول فعالیت خود مواضع متفاوتی در قبال انتخابات‌ها اتخاذ کرده است. در انتخابات مجلس دوازدهم، به دلیل رویکرد شورای نگهبان و رد صلاحیت‌های گسترده، این حزب اعلام کرد که در شرایط فعلی، شرکت در انتخابات را فاقد فایده می‌داند.
در انتخابات ریاست‌جمهوری ۱۴۰۳، حزب در قالب جبهه اصلاحات از نامزدی مسعود پزشکیان حمایت کرد و بیانیه‌هایی را در حمایت از او منتشر کرد. در کنگره دهم در سال ۱۴۰۳، اعضای جدید شورای مرکزی انتخاب شدند و آذر منصوری برای سومین بار پیاپی به عنوان دبیرکل حزب ابقا شد.

## ساختار
دهمین کنگره سراسری حزب اتحاد ملت در سال ۱۴۰۳ برگزار شد و اعضای جدید شورای مرکزی این حزب با رأی اعضا انتخاب شدند. در این کنگره، آذر منصوری برای سومین بار متوالی به عنوان دبیرکل حزب انتخاب شد.
اعضای شورای مرکزی حزب اتحاد ملت به شرح زیر هستند:
- آذر منصوری
- علی شکوری‌راد
- حسین نورانی‌نژاد
- امیر آریا زند
- سعید شریعتی
- سید عمادالدین خاتمی
- سید مرتضی مبلغ
- ساجده عرب‌سرخی
- سید محمود میرلوحی
- حسین کاشفی
- زهره آقاجری
- رضا باوفا
- اروجعلی محمدی
- نفیسه زارع‌کهن
- رحیم عبادی
- جلال جلالی‌زاده
- حسین نقاشی
- سید محمود حسینی
- فاطمه پهلوانی
- حمید امین اسماعیلی
- داود حشمتی
- اشرف بروجردی
- علی پیرحسینلو
- هادی یزدانی
- سید پوریا موسوی
- کریم عابدی
- زهرا بهروز آذر
- جلال محمدلو
- سارا خوشخوی
- مریم ثروتی

اعضای علی‌البدل شورای مرکزی نیز به ترتیب زیر انتخاب شدند:
- مجتبی شهریاری
- محمد حسن اصل روستا
- سید محسن نورانی
- حسین خسرونژاد
- مرتضی طهرانی
- ندا مرادی
- محمد حسین خلیلی اردکانی
- محمدرضا کدیور
- مجتبی گلسرخ
- میثم سعادت